# Hermotime de Clazomènes
Ne doit pas être confondu avec Hermotime de Colophon.
Hermotime de Clazomènes (en grec ancien : Ἑρμότιμος) est un penseur et iatromante (chaman) grec semi-légendaire du VIe siècle av. J.-C. (fl. v. 500/480).

## Biographie
Pythagore, né vers 569 av. J.-C., se donne pour une réincarnation d'Hermotime ; d'après Diogène Laërce, Pythagore racontait sur lui-même les choses suivantes : il avait été autrefois Aethalidès [fils d'Hermès] et passait pour le fils d’Hermès ; Hermès lui avait dit de choisir ce qu’il voulait, excepté l’immortalité. Il avait donc demandé de garder, vivant comme mort, le souvenir de ce qui lui arrivait. Ainsi dans sa vie, il se souvenait de tout, et une fois mort il conservait des souvenirs intacts. Plus tard, il entra dans le corps d’Euphorbe et fut blessé par Ménélas. Et Euphorbe disait qu’il avait été Aethalidès, et qu’il tenait d’Hermès ce présent et cette manière qu’avait l’âme de passer d’un lieu à un autre, et il racontait comment elle avait accompli ses parcours, dans quelles plantes et quels animaux elle s’était trouvée présente, et tout ce que son âme avait éprouvé dans l’Hadès, et ce que les autres y supportaient. Euphorbe mort, son âme passa dans Hermotime qui, voulant lui-même donner une preuve, retourna auprès des Branchides et pénétrant dans le sanctuaire d’Apollon, montra le bouclier que Ménélas y avait consacré - il disait en effet que ce dernier, lorsqu’il avait appareillé de Troie, avait consacré ce bouclier à Apollon - un bouclier qui était dès cette époque décomposé, et dont il ne restait que la face en ivoire. Lorsque Hermotime mourut, il devint Pyrrhos, le pêcheur délien ; derechef, il se souvenait de tout, comment il avait été auparavant Aethalidès, puis Euphorbe, puis Hermotime, puis Pyrrhos. Quand Pyrrhos mourut, il devint Pythagore et se souvint de tout ce qui vient d’être dit.
On qualifie d’« hyperboréens » ou « apolliniens » un groupe de penseurs antérieurs au premier des présocratiques, Thalès ; Aristée de Proconnèse au VIIe siècle av. J.-C., et aux environs du VIe siècle av. J.-C., Épiménide de Crète, Phérécyde de Syros et Abaris le Scythe, Hermotime de Clazomènes. Les Grecs en faisaient une école, qui anticipait le pythagorisme ; selon Apollonios Dyscole, « À Épiménide, Aristée, Hermotime, Abaris et Phérécyde a succédé Pythagore (...) qui ne voulut jamais renoncer à l'art de faiseur de miracles. » Ce sont à la fois des chamanes et des penseurs ou même des philosophes. Le premier à noter l'aspect chamanique fut Karl Meuli. À la faveur d’une sorte d’état cataleptique, Hermotime est, dit-on, capable de séparer l'âme du corps, et son âme voyage en toute indépendance, laissant le corps inerte. De nombreuses traditions lui attribuent des expériences très particulières de ce type :

« Et cela confirme la vérité de l'histoire d'Hermotime de Clazomènes : son âme, l'ayant plusieurs fois quitté, voyageait toute seule, puis revenait, occupait à nouveau le corps et ressuscitait Hermotime. »

## Philosophie
L'histoire de la pensée retient que Hermotime de Clazomènes et Anaxagore enseignaient qu'une intelligence divine avait créé le monde, et en avait ordonné avec sagesse toutes les parties et que l'esprit (noûs) est le dieu en nous.
Selon Aristote, Hermotime, avant Anaxagore, proclama que l'esprit est cause de toutes choses.

« Quand un homme vint dire qu'il y a dans la Nature, comme chez les animaux, une Intelligence, cause de l'ordre et de l'arrangement universel, il apparut comme seul en son bon sens en face des divagations de ses prédécesseurs. Nous savons, à n'en pas douter, qu'Anaxagore adopta ces vues, mais on dit qu'il eut pour devancier Hermotime de Clazomènes. »

Selon Sextus Empiricus, Hermotime avança un dualisme, celui d'un principe matériel et d'un principe intellectuel.

### Sources antiques
- Pline l'Ancien, Histoire naturelle [détail des éditions] [lire en ligne], VII, 42.
- Aristote, Métaphysique, livre A, 3.
- Sextus Empiricus, Contre les mathématiciens (Πρὸς μαθηματικούς), IX : Contre les physiciens, 1.
- Diogène Laërce, Vies, doctrines et sentences des philosophes illustres [détail des éditions] (lire en ligne), VIII, 5.
- Jamblique, Protreptique, 8.
- Plutarque, Du démon de Socrate
- Pierre Pellegrin (dir.) (trad. du grec ancien), Aristote : Œuvres complètes, Paris, Éditions Flammarion, 2014, 2923 p. (ISBN 978-2-08-127316-0)

### Fragments
- Fr. Aug. Carus, Über die Sagen von Hermotimus aus Klazomenae, in "FüUeboms Beiträgen zur Geschichte der Philos.", t. III, St. 9, 1798, wieder-abgedruckt in Carus, Nachgelassene Werke (1808) Bd. IV : Ideen zur Geschichte der Philosophie, Leipzig 1809, p. 330 — 392.

### Études
- Denzinger, De Hermotim Clazomen, 1825.
- Marcel Detienne, « Les origines religieuses de la notion d'intellect (νοῦς). Hermotime et Anaxagore », Revue philosophique, no 89,‎ 1964, p. 167-178.
- Denis Huisman (dir.) : Dictionnaire des philosophes, PUF, 2e éd., t. 1, p. 1332.
- William Smith, Dictionary of Greek and Roman Biography and Mythology (1870), v. 2, p. 423.
- (fr) Richard Goulet (dir.) (trad. du grec ancien), Dictionnaire des philosophes antiques : tome III : d'Eccélos à Juvénal, Paris, CNRS Éditions, 2000, 1071 p. (ISBN 978-2-08-121810-9), p. 668-669
- Pierre Vesperini, « De Thalès à Anaxagore : les Ioniens à l’école des dieux », Kernos, no 30,‎ 2017, p. 37-65 (lire en ligne, consulté le 12 juillet 2020).